# شهرستان کروک (اورگن)
شهرستان کروک، اورگن (به انگلیسی: Crook County, Oregon) شهرستانی در ایالات متحده آمریکا است که در اورگن واقع شده‌است.

## خصوصیات
شهرستان کروک ۷٬۷۳۶٫۳۴ کیلومترمربع مساحت دارد.